# Manuel Pérez Barriopedro
Manuel Pérez Barriopedro, né le 17 octobre 1947, est un photographe espagnol. Il est récipiendaire du World Press Photo of the Year 1981.